# Huệ đá
Huệ đá hay còn gọi sâm cau (danh pháp khoa học: Peliosanthes teta) là một loài thực vật có hoa trong họ Măng tây. Loài này được Andrews mô tả khoa học đầu tiên trong Bot. Repos. (Botanists' Repository, for New, and Rare Plants) 10: t. 605. trước tháng 9 năm 1810.